# Camaro Cup 2007
Camaro Cup 2007 var 2007 års säsong av racingmästerskapet Camaro Cup. Mästare blev Anders Brofalk.
Under året fortsatte förbättringarna och det infördes bland annat en barntimme under förmiddagen som var mycket uppskattat där de yngre besökarna kunde provsitta "McQueen-bilarna". Det populära inslaget med en gästförare fortsatte och bland annat kunde man se bland andra Magnus Krokström och Samuel Hübinette. Efter en spännande säsong blev det ett rafflande avgörande på Mantorp Park där P-G Andersson trots sin seger under söndagen fick se Anders Bofalk ta mästerskapstiteln. Under hösten kunde de med Viasatabonnemang se tävlingarna på kanalen Viasat Sport 1. Strax inför jul 2007 släpptes det en DVD från årets säsong- "Camaro Cup 2007 – American Speed".

## Stall och förare
| Nr  | Förare               | Team                     |
| --- | -------------------- | ------------------------ |
| 2   | Jonny Gustavsson     | Independent              |
| 7   | Lars Lundqvist       | Sundsta Racing           |
| 8   | Ronny Nygård         | Nygård Motorsport        |
| 11  | Frederick Bylund     | Team Bylund/ Roos Racing |
| 12  | Sofia Liljegren      | Rättviks Racing          |
| 18  | Mårten Hansen        | Nygård Motorsport        |
| 20  | Christian Nilsson    | Team Cash Nilsson        |
| 21  | Jan Nilsson          | Team Cash Nilsson        |
| 31  | Leif Gåije           | Gåije Racing             |
| 33  | Anders Roos          | Team Bylund/ Roos racing |
| 34  | Kristoffer Lundström | Lundström Motorsport     |
| 35  | Jan Aronsson         | Independent              |
| 37  | Ole Martin Lindum    | Lindum Racing            |
| 38  | Terje Andersen       | Independent              |
| 39  | Bernard Kongsrud     | Lindum Racing            |
| 43  | Markus Lundström     | Lundström Motorsport     |
| 45  | Jörgen Eriksson      | Berså racing             |
| 57  | Daniel Svensson      | Independent              |
| 69  | Anders Brofalk       | Bryntesson Motorsport    |
| 74  | Johan Klahr          | Bryntesson Motorsport    |
| 96  | PG Andersson         | Bryntesson Motorsport    |
| 99  | Niklas Johansson     | Trackstar Racing         |
| 969 | Gästbil              | Bryntesson Motorsport    |